# Scotty's Junction
Scotty's Junction es un área no incorporada ubicada en el condado de Nye en el estado estadounidense de Nevada.

## Geografía
Scotty's Junction se encuentra ubicado en las coordenadas 37°17′50″N 117°3′15″O / 37.29722, -117.05417.